# لحلحيات
اللحلحيات (الاسم العلمي Apogonidae)، فصيلة أسماك بحرية من شعاعيات الزعانف ورتبة الفرخيات. موطنها المحيط الأطلسي والمحيط الهادي والمحيط الهندي. أنواعه نحو 370.